# 王完
王完（？—？），字□，四川潼川州民籍遂寧縣人，明朝政治人物。

## 生平
甲子科（1504年）四川鄉試第六十名舉人。正德六年（1511年）中式辛未科會試第一百名，登第三甲第一百八十七名進士。正德中曾任巡盐御史，正德十六年（1521年）巡按南直隶，嘉靖二年（1523年）养病。

## 家族
曾祖王文□；祖父王郁文，曾任□官；父王紹□，曾任七品散官。母程氏。